# Цар Иван Асен II (улица в София)
„Цар Иван Асен II” е улица в София. Простира се от Орлов мост в югоизточна посока и преминава в бул. „Шипченски проход“, който се явява като нейно продължение. Носи името на Иван Асен II – един от българските царе от Второто българско царство, дълги години успешно ръководил държавата.
Улицата може условно да се раздели на две почти равни части: долна – от двете жилищни кооперации „Асеновец“ и „Царевец“ при „Орлов мост“ до пресечката „Светослав Тертер“ и горна – от „Светослав Тертер“ до пресичащия булевард „Михай Еминеску“ (продължение на бул. „Ситняково“).
Сградите в долната част са строени между двете световни войни. Улицата там е наситена с най-различни магазини: многобройни бакалии и минимаркети, магазини за риба, за плодове и зеленчуци, за железария и електроматериали, за чаршафи и бельо, аптеки, фотографски магазин, часовникар, цветарница, сладкарници, баничарница, пицария, кафенета, ресторанти и др. Тук има и хлебарница със собствена фурна – една от старите софийски фурни.
Навремето на „Цар Иван Асен II” и в съседните квартали са живели много професори и въобще интелектуалци с различни професии, например Йордан Радичков и Ран Босилек – писатели, Дора Габе и Емануил Попдимитров – поети, Димитър Михалчев и Михаил Димитров - философи, Симеон Ангелов и Стефан Баламезов - юристи, Рашко Зайков – физик-теоретик, Стоян Драганов - филолог, Спиридон Казанджиев - психолог, Христо Негенцов - педагог, Иван Ценов - математик, Менто Ментешев - инженер, професор в МГУ, Стефан Консулов - биолог, Тодор Димитров - лесовъд, Иван Кинкел - икономист, Рафаил Попов – историк и други.
На „Цар Иван Асен II” са централата на Райфайзенбанк (на площад „Португалия“), сградата на Българския футболен съюз, както и кино „Влайкова“, построено в 1926 г.
През 1969 г. кино „Влайкова“ става архивно кино, в което на цикли се прожектират творби на Фелини, Антониони, Бунюел, Чарли Чаплин, Джон Форд и много други класици на филмовото изкуство. Днес салонът освен за прожекции се използва за организирането на чествания по различни поводи или за политически прояви. Киното е към читалище „Антон Страшимиров“, което до 60-те години поддържа библиотека с много книги за ползване срещу символична такса, а днес все още организира курсове за изучаване на чужди езици и музика.
До 70-те години по улица „Цар Иван Асен II” са минавали трамваи – първо само №4, впоследствие и №10. В началото е имало единична трамвайна линия от Орлов мост нататък и по нея се е движела напред- назад само една мотриса. След това линията била сдвоена и трамваите вече стигали до колелото при завод „Електроника“ и сградите на БАН.
Днес има предложение за евентуално метро от Орлов мост, под „Цар Иван Асен II” и т.н. чак до зала „Арена Армеец София“.
Горната част на „Цар Иван Асен II” след пресечката „Светослав Тертер“ е разположена между квартала на войводите (улиците там носят имената на войводите Момчил, Ивац, Чавдар, Страхил, Мануш, Бойчо) и блоковите жилища на жилищния комплекс „ж.к. Яворов“ (бивш ж.к. Ленин). Тук е 12 СОУ „Цар Иван Асен II“ (бивше 12 ОУ „Ленин“), наблизо е и Полиграфическият комбинат „Димитър Благоев“, има книжарница, магазини за хранителни стоки и др.